# バイヨンヌ祭
バイヨンヌ祭（フランス語: fêtes de Bayonne : フェット・ド・バイヨンヌ, バスク語: Baionako Bestak : バイオナコ・ベシュタク, オック語: Las Hèstas de Baiona, 英語: Bayonne Festival）は、フランス・バイヨンヌで毎年8月に開催される祭礼。バイヨンヌはアキテーヌ地域圏ピレネー＝アトランティック県にあり、フランス領バスクの中心都市である。日本語ではバイヨンヌ祭りやバイヨンヌの夏祭りとも。

## 内容
期間は5日間。8月第1週の水曜日に開始され、8月第1週の日曜日に終了する。バイヨンヌ祭はフランスで最大の祭礼のひとつである。スペイン・バスクのパンプローナで開催されるサン・フェルミン祭に因み、1980年代にはバイヨンヌ祭の参加者も、白色のシャツ・赤色のスカーフ・赤色のベルトを着用し始めた。バイヨンヌ市のカラーである青色と白色の衣服を着用することを好む純粋主義者も存在する。祭礼期間中にはミュージカル、ストリートパフォーマンス、バスク地方の伝統的なダンス、パレード、花火大会、闘牛の興行などが行われる。金曜日・土曜日・日曜日にはポール・ベール広場でエンシエロ（牛追い）が開催される。

## 歴史
エンシエロ（牛追い）で有名なサン・フェルミン祭に似た祭礼をバイヨンヌに創設するため、アヴィロン・バイヨネのラグビーチームに所属していた集団が主導し、1932年7月13日、「大夏祭り」と呼ばれるバイヨンヌ祭が初開催された。

## ギャラリー

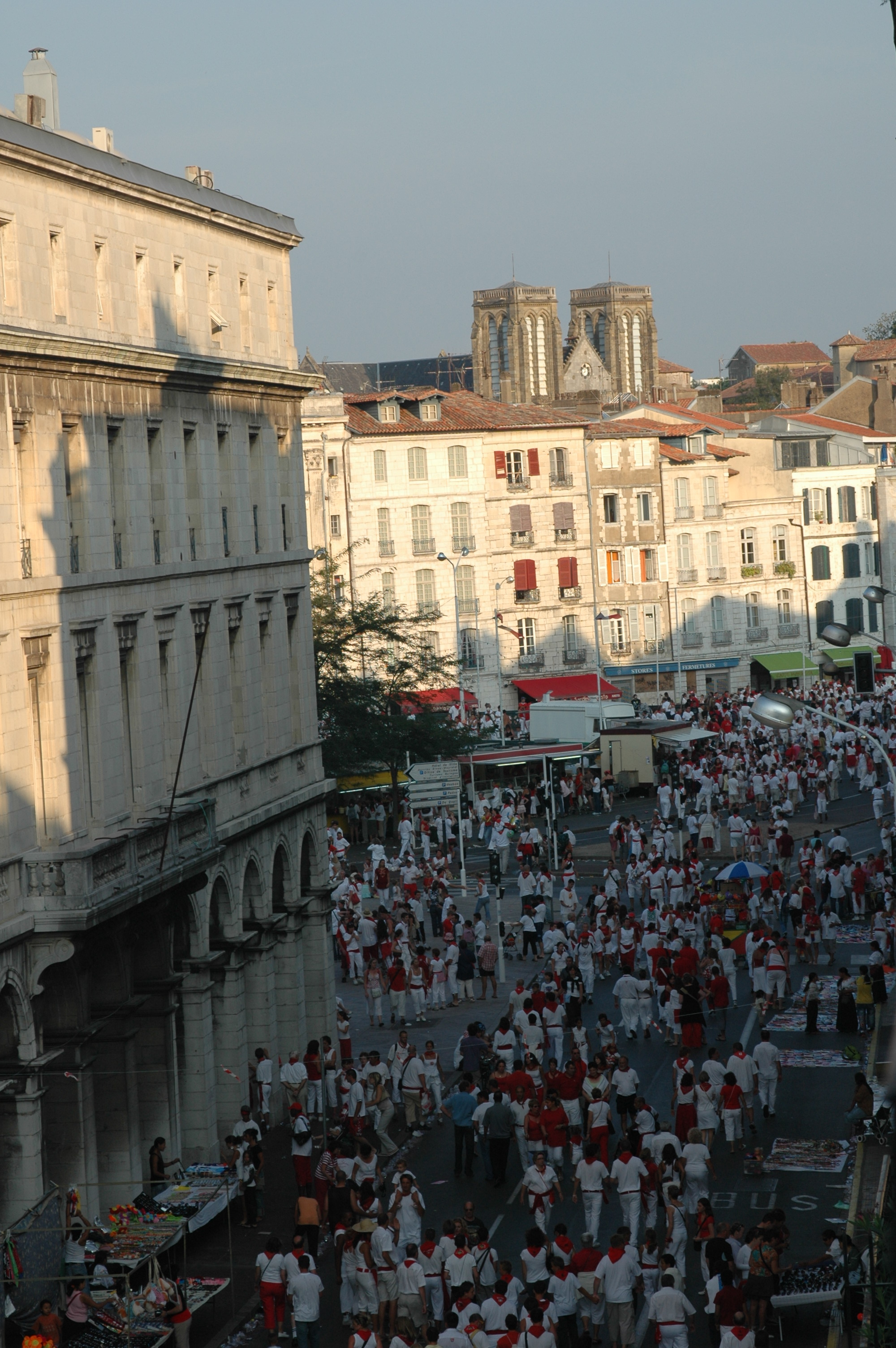
2006年のバイヨンヌ祭
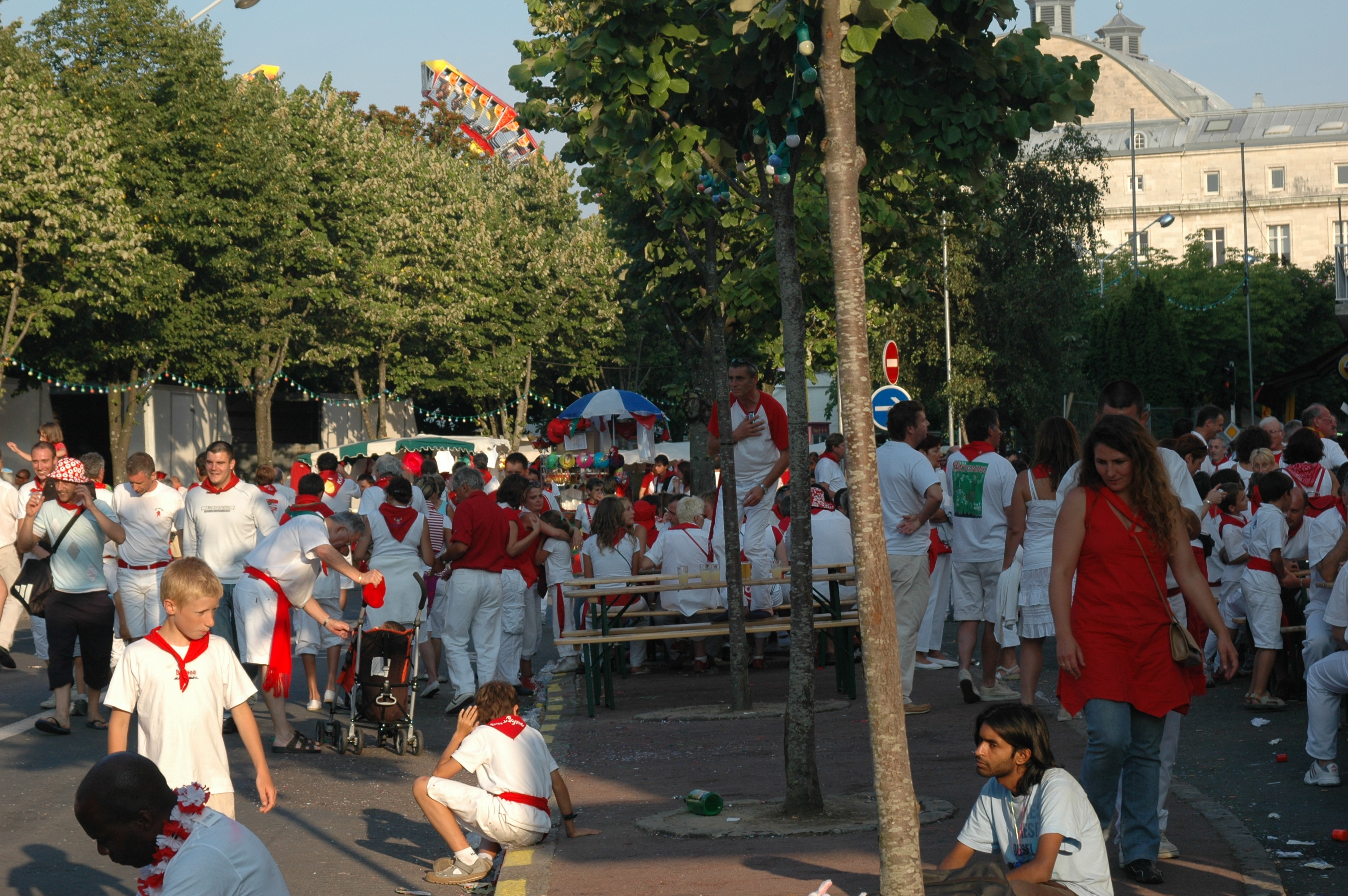
2006年のバイヨンヌ祭
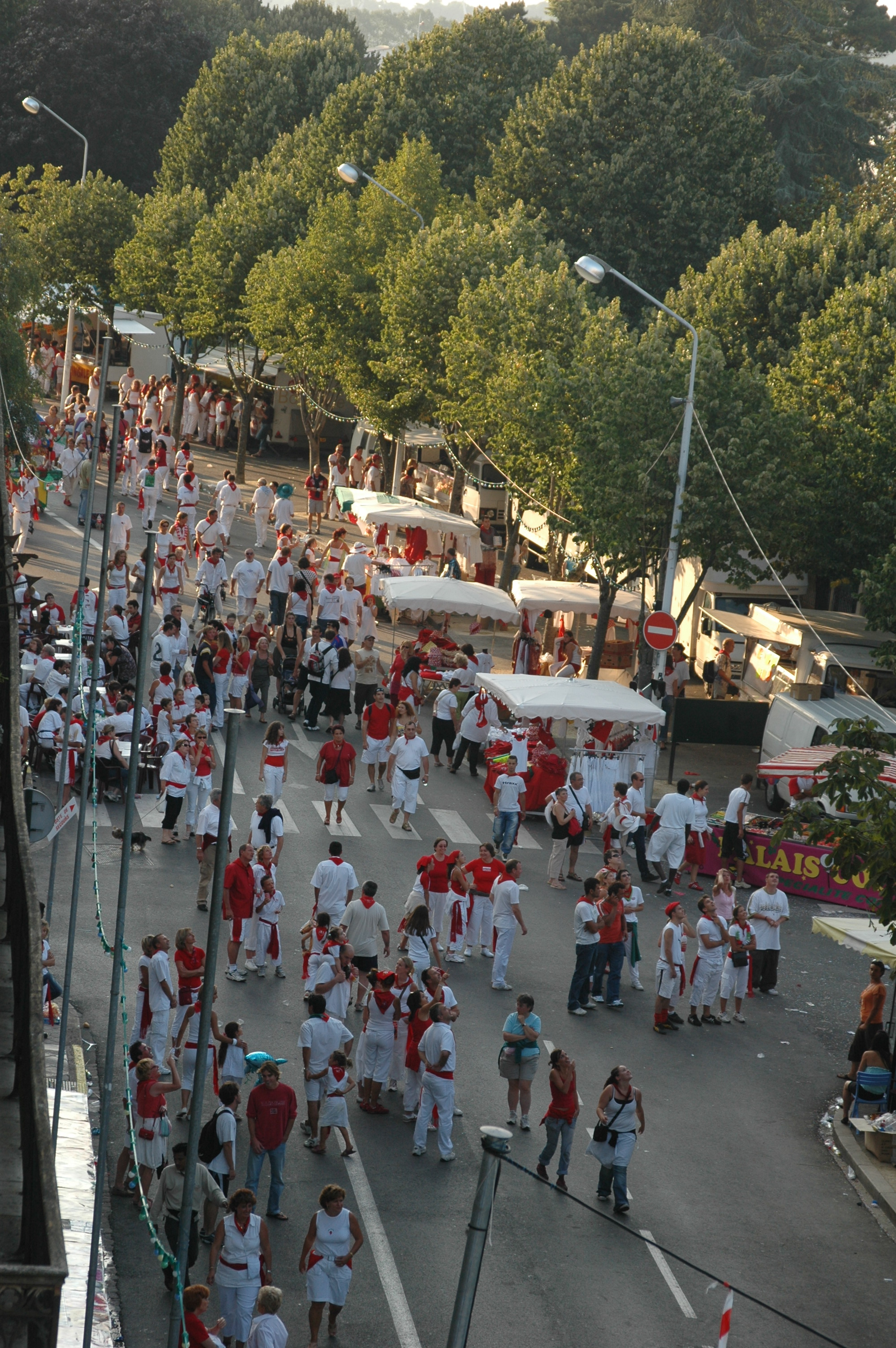
2006年のバイヨンヌ祭
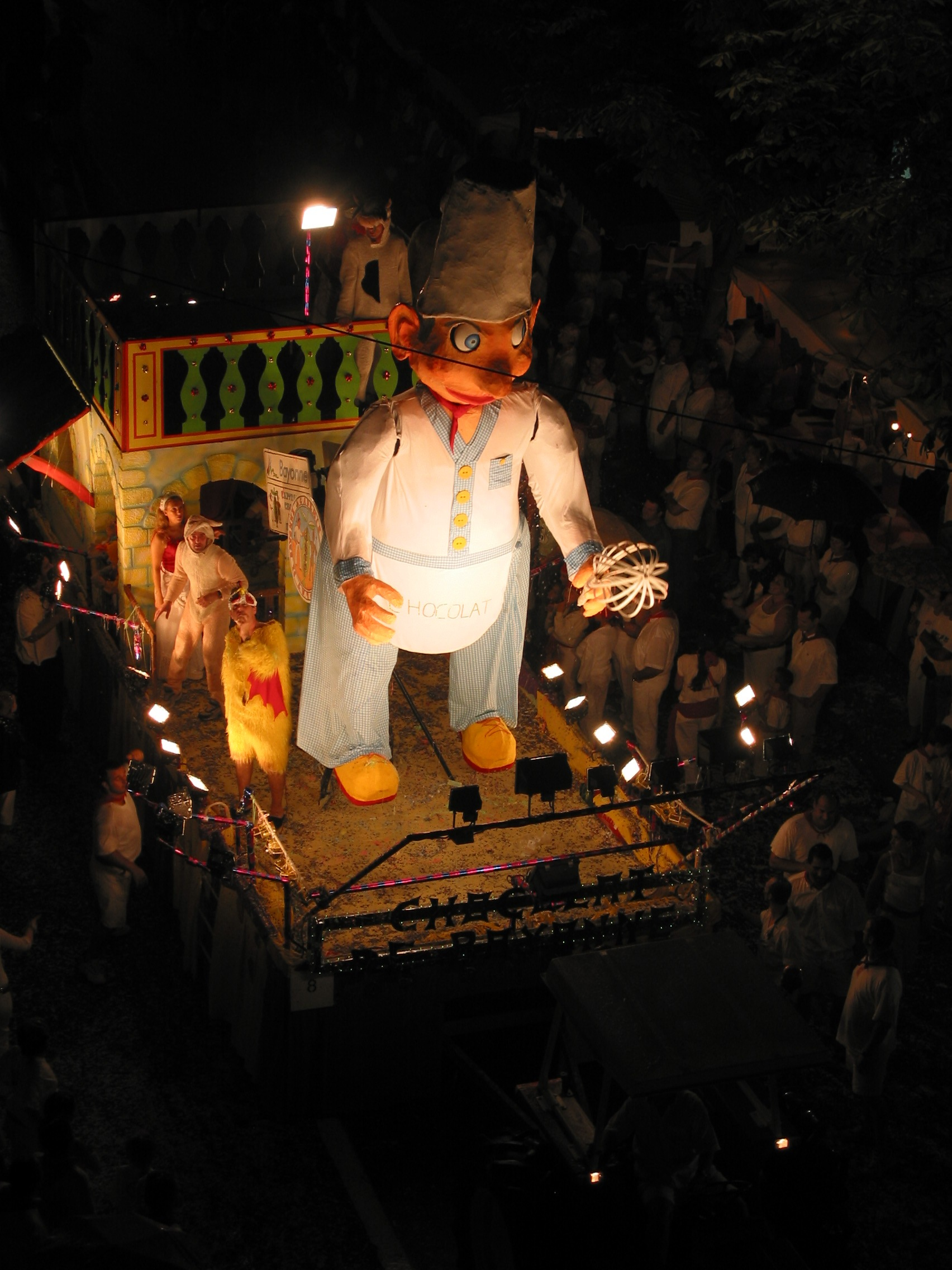
2004年の夜間パレード
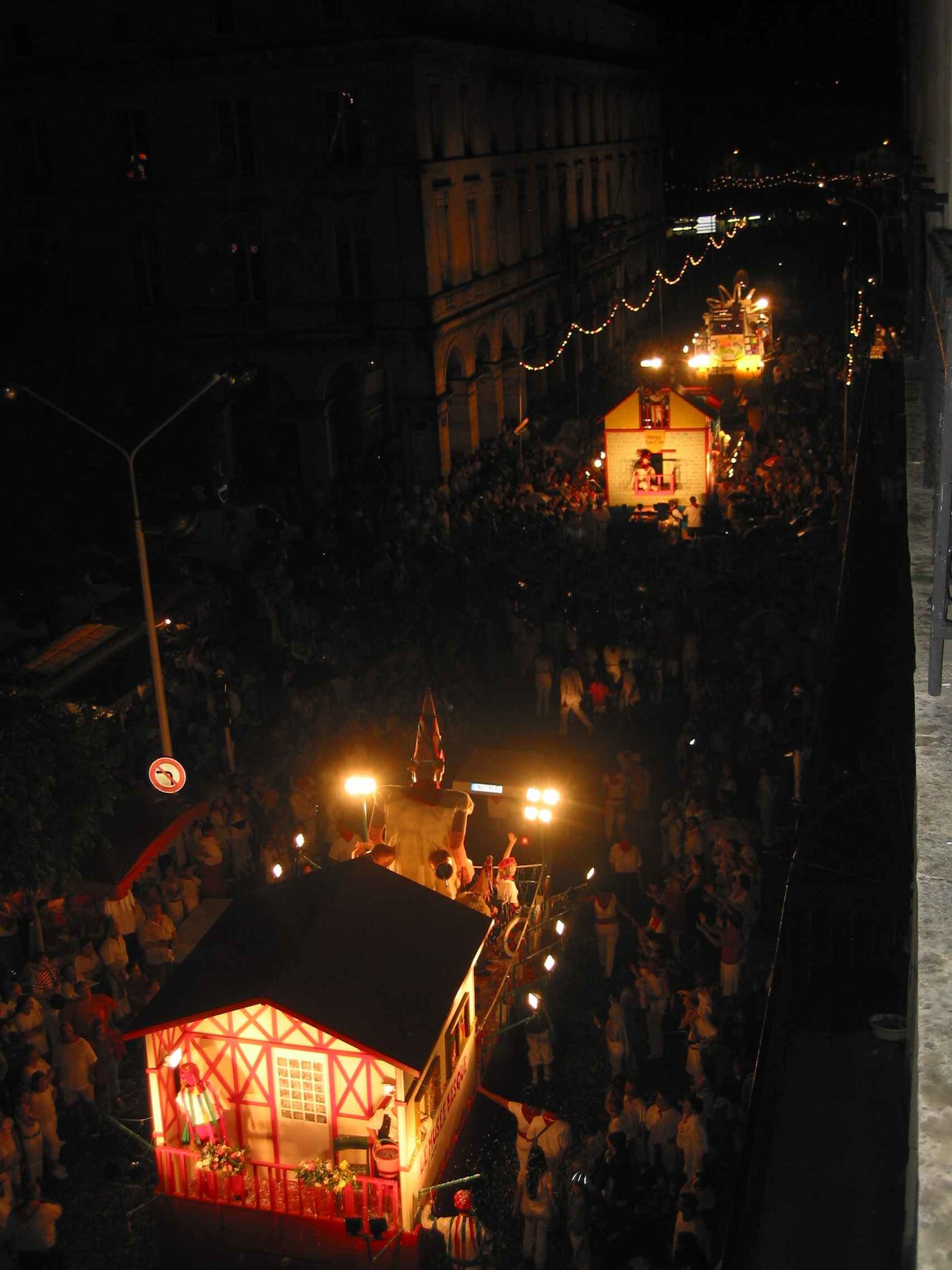
2004年の夜間パレード
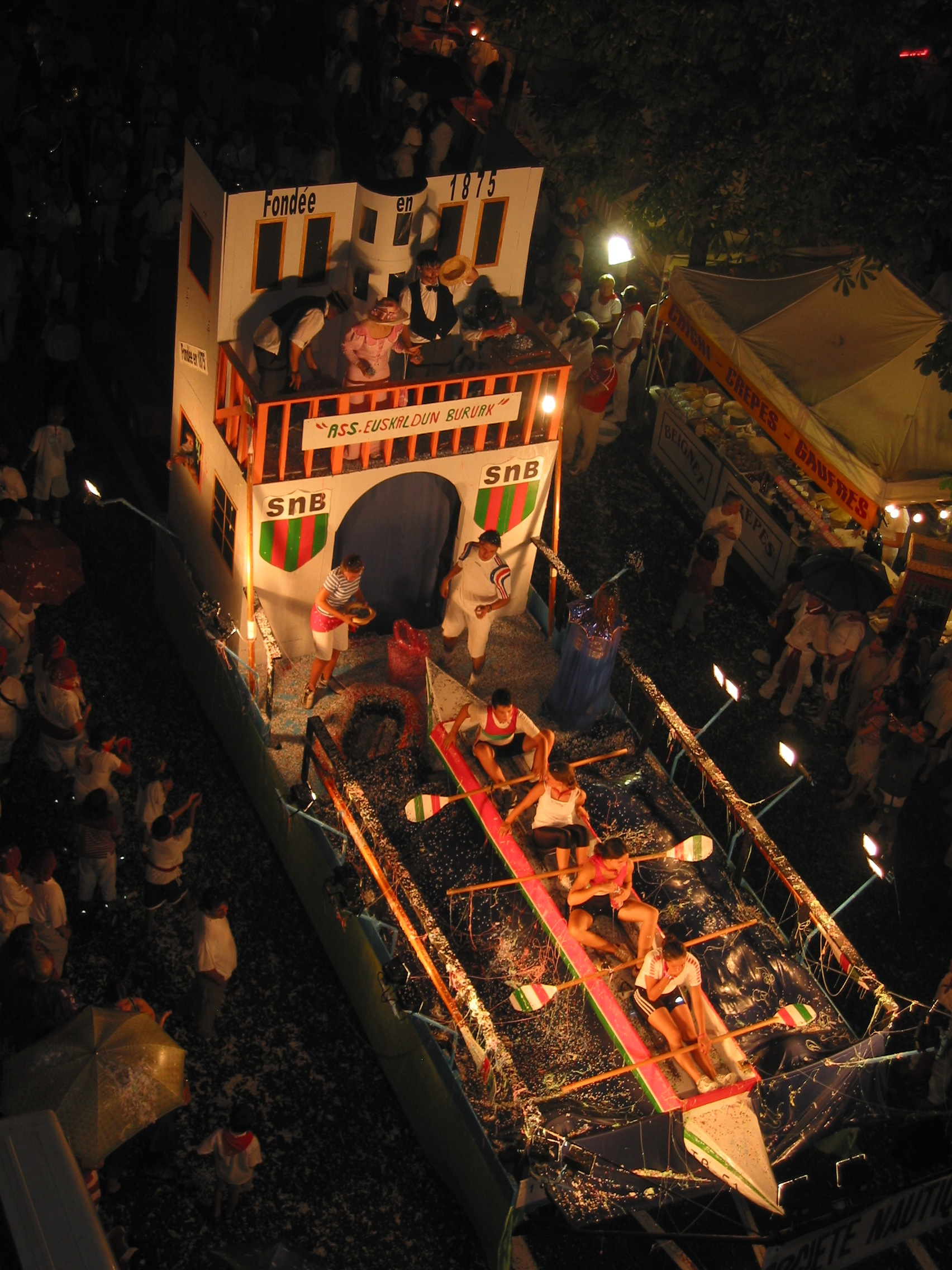
2004年の夜間パレード
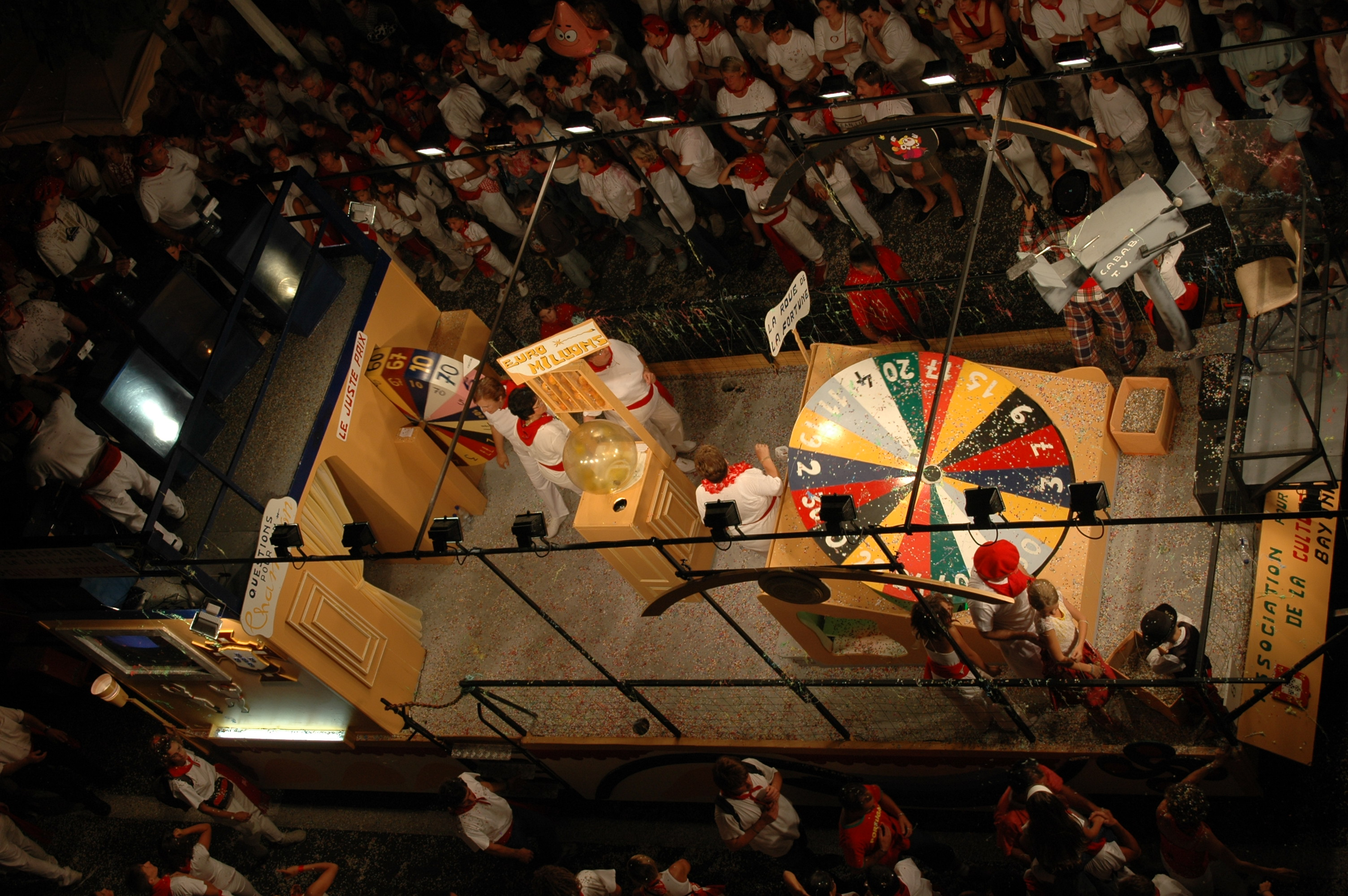
2006年の夜間パレード
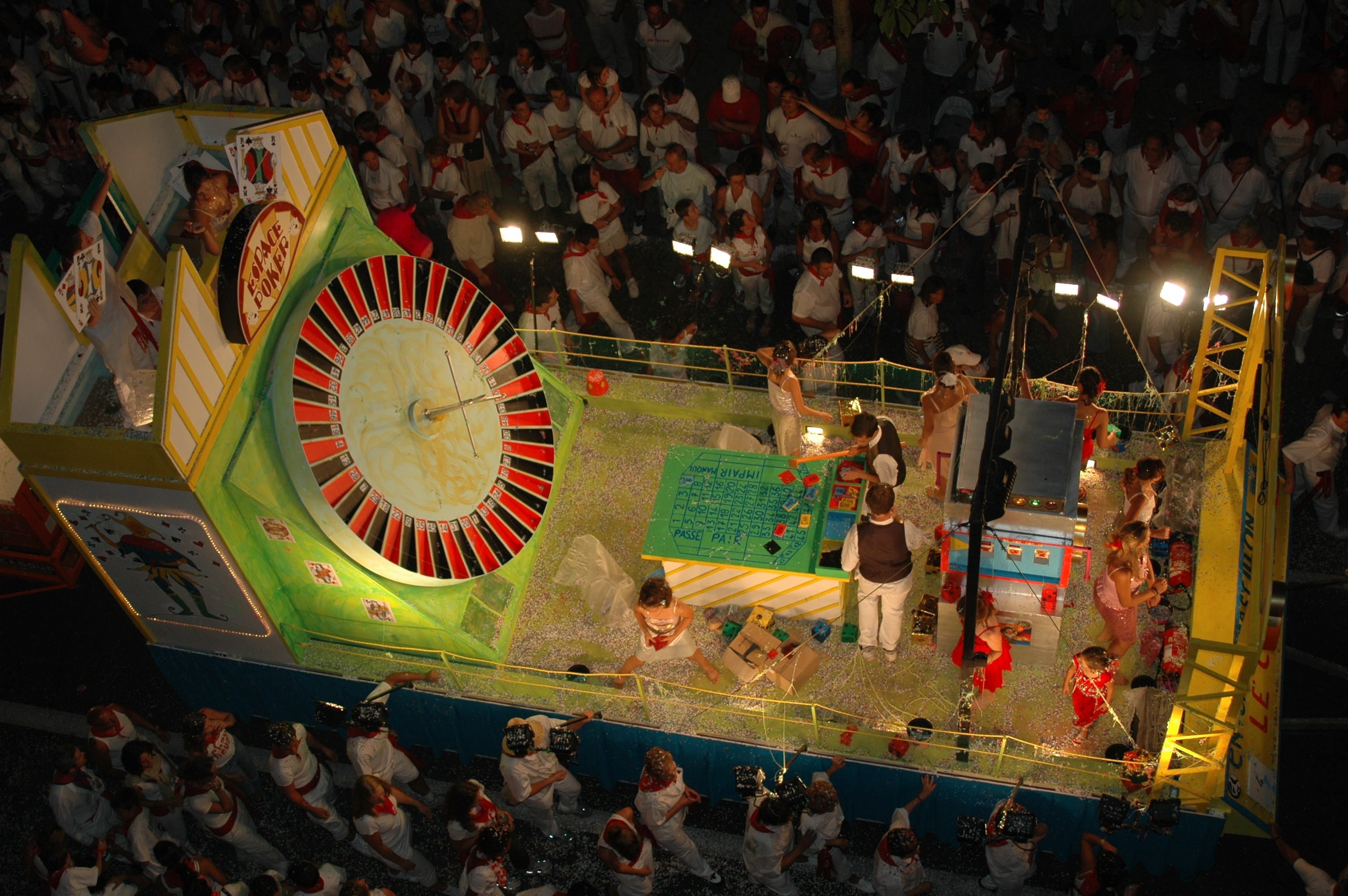
2006年の夜間パレード
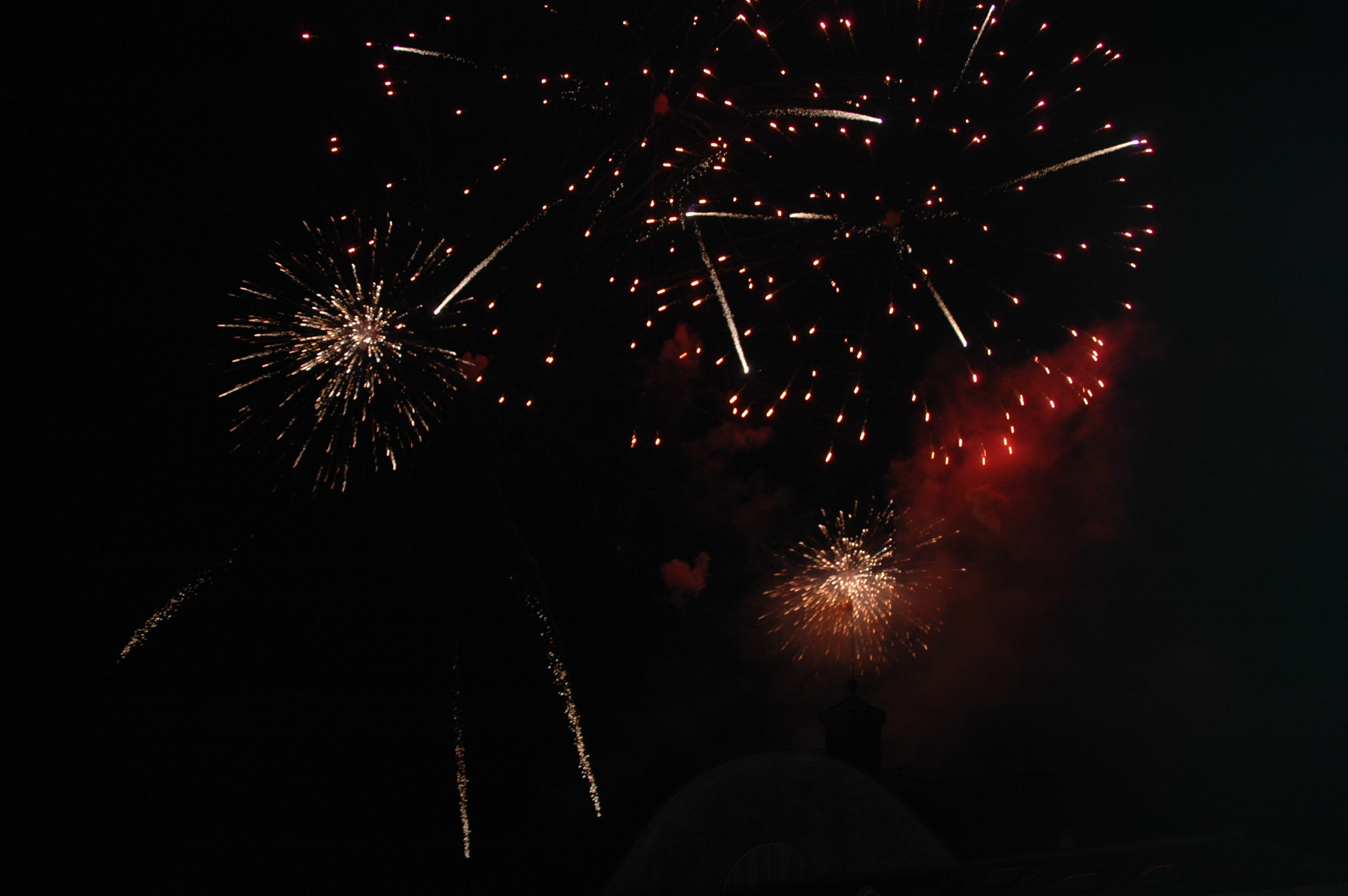
2006年の花火大会